# Heinz Pepperle
Heinz Pepperle (* 1. Juni 1931 in Grasengrün; † 24. März 2023 in Berlin) war ein deutscher Philosophiehistoriker.

## Leben
Nach der Umsiedlung nach Deutschland 1946 absolvierte Heinz Pepperle eine Berufsausbildung als Elektriker und Rundfunkmechaniker. Das Abitur legte er 1952 an der Arbeiter-und-Bauern-Fakultät der Universität Jena ab. Anschließend studierte er bis 1957 Philosophie, Politische Ökonomie und Geschichte. Von 1957 bis 1960 war er wissenschaftlicher Assistent am Philosophischen Institut der Universität in Halle. Danach wechselte Heinz Pepperle an das entstehende Institut für Philosophie der Deutschen Akademie der Wissenschaften (später Zentralinstitut für Philosophie der Akademie der Wissenschaften der DDR). Dort arbeitete er am Philosophischen Wörterbuch mit, das von Georg Klaus und Manfred Buhr 1964 in erster Auflage herausgegeben wurde (Artikel zur katholischen Philosophie und Begriffen der alten Ontologie und Metaphysik). 1966 wurde er promoviert. Von 1976 bis 1992 war Heinz Pepperle als Hochschullehrer an der Humboldt-Universität tätig: 1977 folgte die Promotion zum Dr. sc. phil., 1978 übernahm er eine Dozentur und 1983 wurde er als ordentlicher Professor berufen. Die Hauptlehrgebiete im Bereich Geschichte der Philosophie waren die Philosophiegeschichte vom Ausgang der klassischen deutschen Philosophie bis zur Gegenwart, die Geschichte der marxistischen Philosophie sowie Geschichte und Probleme der Religionskritik und des Atheismus. Hauptforschungsgebiet war seit dem Abschluss des Hochschulstudiums der deutsche Vormärz.

## Schriften (Auswahl)

### Als Autor
- Bemerkungen zur Kritik des Neuthomismus, in: Wissenschaftliche Zeitung der Martin-Luther-Universität Halle-Wittenberg, Gesellschafts- und sprachwissenschaftliche Reihe VII/5, August 1958, S. 969–1010.
- Jean-Yves Calvez: Karl Marx. Darstellung und Kritik seines Denkens, Olten und Freiburg/Br. 1964, in: Deutsche Zeitschrift für Philosophie, Berlin 1966, Jg. 14/5, S. 612–621.
- Der Determinismus der materialistischen Geschichtsauffassung und die moderne bürgerliche Philosophie, in: Deutsche Zeitschrift für Philosophie, Berlin 1986, Jg. 34/5, S. 434–442.
- Revision des marxistischen Nietzsche-Bildes? Vom inneren Zusammenhang einer fragmentarischen Philosophie, in: Sinn und Form, hg. v. der Akademie der Künste der DDR, Jg. 1986/5, S. 934–969 und Wer zuviel beweist, beweist nichts, in: Sinn und Form, hg. v. der Akademie der Künste der DDR, Jg. 1988/1, S. 210–220.
- Die Hauptkontroversen in der Nietzscheforschung, in: Europa um 1900, hg. v. F. Klein u. K. O. v. Aretin, Berlin 1989, S. 283–301.
- Die Philosophie und Ideologie der Romantik, in: Wissenschaftliche Zeitschrift der Humboldt-Universität, Gesellschaftswissenschaftliche Reihe, 1989/4, S. 418–431.
- Heine als Philosoph, in: Heinrich Heine, Ästhetisch-politische Profile, hg. v. G. Höhn, Frankfurt/M. 1991.

### Als Herausgeber
- Die Hegelsche Linke. Dokumente zu Philosophie und Politik im deutschen Vormärz, hg. v. Ingrid u. Heinz Pepperle, Leipzig 1985; 2. Aufl., Frankfurt/M. 1986.
- Karl Friedrich Köppen. Ausgewählte Schriften in zwei Bänden, mit einer biographischen und werkanalytischen Einleitung, hg. v. Heinz Pepperle, Berlin 2003 (Hegel-Forschungen, hg. v. Andreas Arndt, Karol Bal u. Henning Ottmann).
- Georg Herwegh, Werke und Briefe, Kritische und kommentierte Gesamtausgabe, hg. v. Ingrid Pepperle, in Verbindung mit Volker Giel, Heinz Pepperle, Norbert Rothe u. Hendrik Stein, Bielefeld: Aisthesis Verlag 2005 ff.